# ولیکا جژویکا
ولیکا جژویکا (به لاتین: Velika Ježevica}} یک منطقهٔ مسکونی در صربستان است که در Požega واقع شده‌است.

## خصوصیات
ولیکا جژویکا ۴۸۱ نفر جمعیت دارد.